# Djamila Boupacha
Djamila Boupacha (in arabo جميلة بوباشا‎?; Bologhine, 9 febbraio 1938) è una politica algerina, ex militante del Fronte di Liberazione Nazionale algerino (FLN). Fu arrestata nel 1960 per aver tentato di far esplodere un caffè ad Algeri, La sua confessione, ottenuta mediante torture e stupri, e il suo successivo processo, hanno influenzato l'opinione pubblica sui metodi usati dall'esercito francese in Algeria dopo la pubblicità di Simone de Beauvoir e Gisèle Halimi. Boupacha fu condannata a morte il 29 giugno 1961, ma ricevette l'amnistia in base agli Accordi di Evian e liberata il 21 aprile 1962.

## Biografia
Djamila Boupacha nacque il 9 febbraio 1938 a Saint-Eugène (oggi Bologhine), nei sobborghi di Algeri, da padre senza nessun tipo di studio ma francofono (Abdelaziz Boupacha) e madre (Zoubida Amarouche) che non parlava francese. Entrò a far parte dell'Unione Democratica del Manifesto Algerino (UDMA) di Ferhat Abbas nel 1953, all'età di 15 anni, e successivamente del Fronte di Liberazione Nazionale (FLN) nel 1951. Durante la guerra d'Algeria, usò il nome di battaglia "Khelida".
All'inizio della guerra d'Algeria, Boupacha lavorò come apprendista presso l'ospedale Béni Messous, ma le venne impedito di ottenere un certificato di apprendistato a causa della sua razza e religione. Questa battuta d'arresto ha avuto un ruolo nel rifiuto iniziale di Boupacha del sistema coloniale francese in Algeria.

### L'arresto e la tortura
Il 10 febbraio 1960, le truppe francesi fecero irruzione nella casa di Boupacha e arrestarono lei, suo padre e suo cognato Abdellih Ahmed. Fu accusata di aver piazzato una bomba - disinnescata dagli sminatori dell'esercito - presso la Brasserie des facultés il 27 settembre 1959 ad Algeri. Secondo Gisèle Halimi, il suo avvocato, “non aveva commesso un attentato ma stava per commetterne uno".
Gli arrestati furono portati in una caserma militare a El Biar dove vennero picchiati e interrogati. Boupacha fu successivamente trasferita e torturata nella prigione di Hussein Dey. La tortura includeva brutali violenze sessuali, come riportato da Simone de Beauvoir. Sotto tortura, Boupacha (che era vergine) confessò di aver piazzato una bomba in un ristorante universitario il 27 settembre 1959.
La tortura è stata un'esperienza comune per le donne arrestate nel conflitto algerino e lo stupro è stato sistematicamente utilizzato per terrorizzare e svergognare la comunità algerina. L'importanza del caso di Boupacha risiede nella sua decisione di intentare una causa contro i suoi torturatori. Sebbene non abbia negato la sua affiliazione all'FLN e il suo impegno per l'indipendenza algerina, ha sostenuto che una confessione ottenuta sotto tortura non dovrebbe essere ammissibile davanti al tribunale militare che doveva processarla.
Il fratello riuscì ad avvertire l'avvocato Gisèle Halimi che decise di farsi carico del suo caso nel marzo 1960. Il loro primo incontro avvenne nel carcere di Barberousse il 17 maggio 1960. Emersero le atroci torture a cui era stata sottoposta Djamila.

### Campagna mediatica

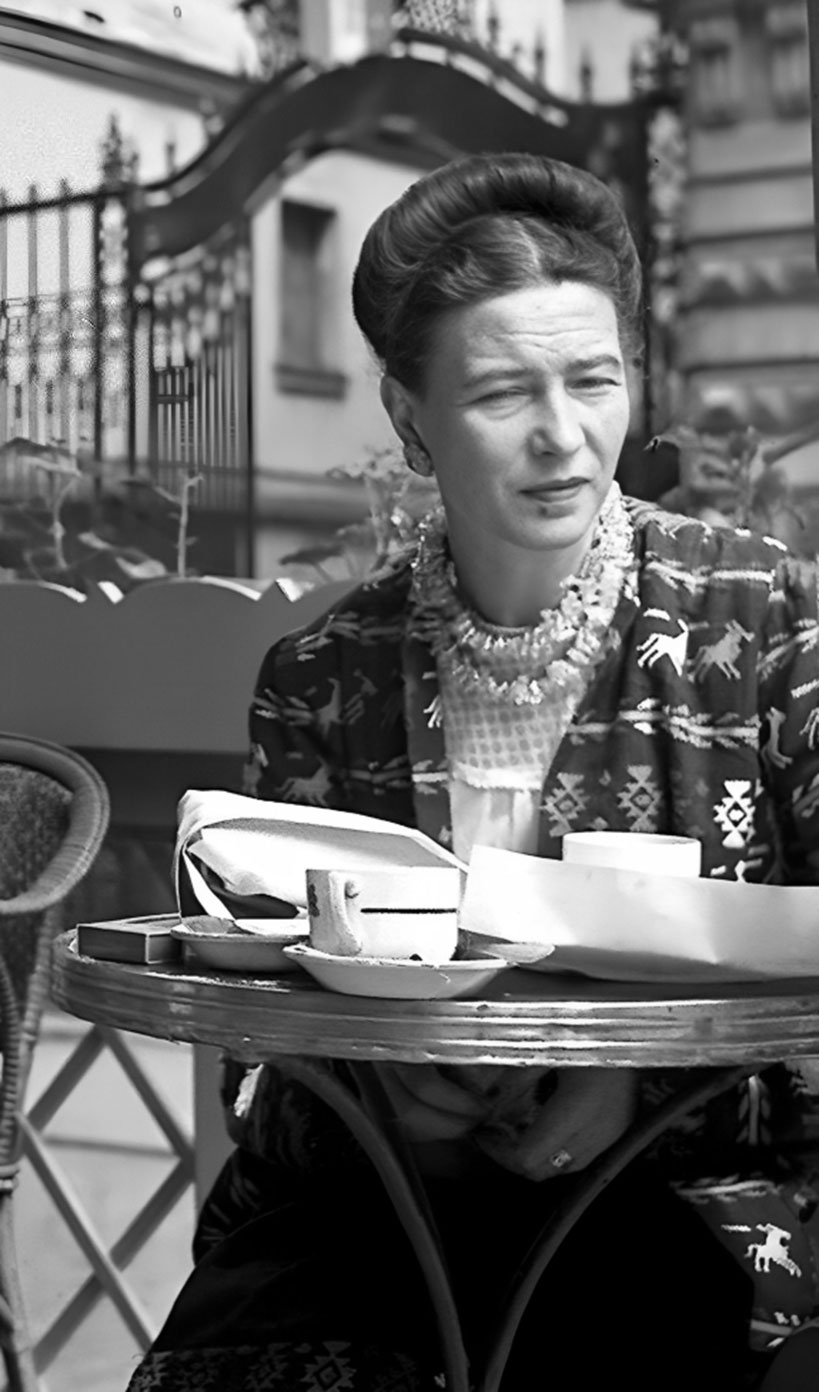
Simone de Beauvoir ha firmato la piattaforma che ha rivelato al mondo il calvario di Djamila Boupacha

Su richiesta dell'avvocato Halimi, che voleva utilizzare il caso per denunciare i metodi dell'esercito francese in Algeria, Simone de Beauvoir scrisse una rubrica sulle colonne del quotidiano Le Monde datata 2 giugno 1960 e intitolata Per Djamila Boupacha. Il primo ministro Michel Debré fece sequestrare il giornale in Algeria.
La vicenda Djamila Boupacha assunse notevole rilievo mediatico e internazionale quando, sulla scia dello scalpore emerso dalla pubblicazione dell'articolo, venne creato, nel giugno 1960, il "Comitato per Djamila Boupacha" presieduto da Simone de Beauvoir, e che annoverava tra i suoi membri Jean-Paul Sartre, Louis Aragon, Elsa Triolet, Gabriel Marcel, Geneviève de Gaulle-Anthonioz, Aimé Césaire e Germaine Tillion.

### Processo in Francia
In seguito alle pressioni del comitato di supporto istituito per la sua difesa e tramite Simone Veil, allora magistrato, la causa davanti al tribunale di Algeri fu trasferita a Caen; così Djamila Boupacha lasciò anche lei l'Algeria con un aereo militare e atterrò nella Francia continentale per essere giudicata; si temeva che sarebbe stata uccisa nella sua cella per coprire la vicenda.
Fu detenuta nella prigione di Fresnes il 21 luglio 1960, poi a quella di Pau. Per atti di tortura, Gisèle Halimi citò in giudizio il ministro della Difesa Pierre Messmer e il generale Charles Ailleret, che allora comandava l'esercito francese in Algeria. Nelle prime udienze, nel 1961, Djamila Boupacha riconobbe i suoi torturatori.

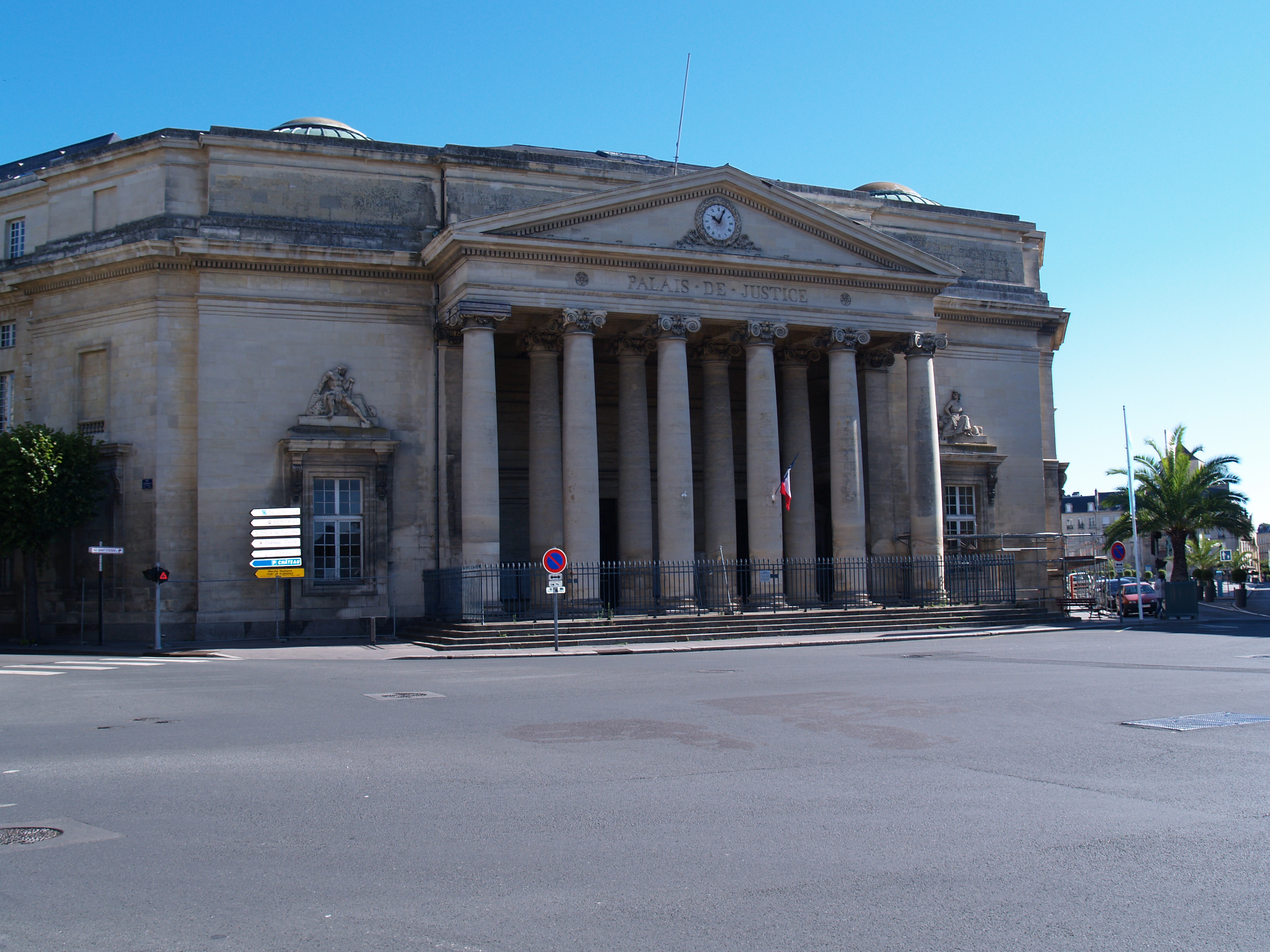
Il vecchio Palazzo di Giustizia di Caen dove fu processata Djamila Boupacha

### Un libro con implicazioni politiche
Nel 1962 Halimi e Simone de Beauvoir scrissero un libro intitolato Djamila Boupacha, con il sottotitolo La storia della tortura di una giovane ragazza algerina. Il libro scioccò l'opinione liberale francese in quanto il governo aveva violato l'articolo 344 del codice penale francese. Durante tutto il processo, Boupacha ottenne anche il sostegno di artisti e intellettuali di spicco come Henri Alleg, André Philip e Pablo Picasso. Rendere pubblico l'uso francese della tortura fu particolarmente schiacciante dato che "la Francia aveva firmato tre documenti internazionali che condannavano la tortura" e, di conseguenza, "De Gaulle ha ripetutamente negato che la tortura fosse ancora usata in Algeria".
Oltre ai fatti del caso, Simone de Beauvoir chiese cosa volesse dire "Algeria francese" quando le leggi della Francia "erano state messe da parte dall'esercito". Mise anche in discussione il controllo del governo sull'esercito, dicendo: "Una tale abdicazione di responsabilità sarebbe un tradimento della Francia nel suo insieme, di te, di me, di ognuno di noi". Coinvolse inoltre tutti i cittadini in quella vicenda di tortura scrivendo che "ogni cittadino diventa così un membro di una nazione collettivamente criminale". Boupacha divenne così una figura al centro dell'«impegno politico» e dell'«opinione pubblica». Gli Accordi di Evian tra de Gaulle e il governo algerino posero comunque fine alla Guerra d'indipendenza, liberarono Boupacha e garantirono l'immunità all'esercito, e i torturatori alla fine non vennero perseguiti.

### Status di simbolo nazionale
Dopo gli accordi di Evian, la fine della guerra e la conseguente indipendenza dell'Algeria dalla Francia, Boupacha lavorò nell'Ufficio per l'occupazione femminile. Discutendo del suo lavoro durante questo periodo, affermò di aver cercato di condurre donne analfabete in lavori commerciali come diventare una sarta piuttosto che tornare a un "vecchio ruolo coloniale per 'donne indigene'" di essere donne delle pulizie domestiche. Per quanto riguarda le donne più istruite, spiegò che le ha aiutate "a svolgere ruoli di contabilità, di segreteria".
Nell'Algeria post-indipendenza, Boupacha diventò un'icona importante. L'FLN usò Boupacha come simbolo per sostenere la sua pretesa di legittimità come stato a partito unico. Boupacha divenne così un "inviato ufficiale" del governo algerino post-indipendenza, agendo insieme ad altre donne nell'FLN come "simboli viventi della fusione tra il coraggio giovanile lungimirante e l'integrità storica, l'incontro armonioso di pan-Arabismo e socialismo”. Ad esempio, nel marzo 1963, Boupacha era una delle sole quattro persone nella "prima delegazione ufficiale in Gran Bretagna dall'indipendenza algerina, ospiti della regina Elisabetta". All'epoca, Alger républicain scrisse che Boupacha era "particolarmente interessata alle organizzazioni femminili, mentre gli uomini che partecipano a questa delegazione hanno espresso un particolare interesse a visitare i diversi settori industriali in Gran Bretagna".
Tuttavia, nel 2005 Boupacha dichiarò ad un intervistatore di essere stata selezionata per far parte di quella delegazione solo perché "avevano bisogno di una donna", più per migliorare l'immagine pubblica dell'Algeria e "adempiere a un ruolo di genere" che per impegnarsi in una politica seria. Partecipò, quindi, perché "sentiva di avere la responsabilità di servire", lo stesso motivo per cui acconsentì più in generale a essere un "simbolo dell'Algeria come parte del suo contributo alla lotta nazionalista", nonostante il suo disagio con questa fama, preferendo l'anonimato. Boupacha citò anche le innumerevoli altre donne che hanno lavorato per l'indipendenza ma non sono state riconosciute per i loro sforzi, dicendo che "ci sono molte altre donne che hanno sofferto più di noi e non le conosciamo". Boupacha serviva più come simbolo che come persona reale anche per Simone de Beauvoir, almeno secondo Halimi, che "si lamentava del fatto che Beauvoir fosse più preoccupata per la causa che per la stessa Boupacha".
Ad Algeri nel 1963, Boupacha visitò con Nasser il nuovo Centro Fatma N'Soumer per le Figlie di Shuhada, contribuendo a un'immagine che posizionava le donne che combatterono con i guerriglieri dell'FLN durante la guerra come “dirette discendenti della lotta anticoloniale che aveva iniziata nel diciannovesimo secolo” e ritraendo “le ragazze dell'orfanotrofio come rappresentanti del futuro della lotta per la libertà, l'uguaglianza e l'unità panaraba”. La storica Natalya Vince lo descrive come "un racconto accurato di chi siamo, da dove veniamo e dove stiamo andando". Boupacha parla spesso anche agli scolari, preferendo generalmente sottolineare la "responsabilità civica".

### Anni 2000
A poco a poco messa da parte, Boupacha scomparve dalla scena pubblica, come molti attivisti nazionalisti che ebbero un ruolo decisivo nella liberazione del loro Paese.
Il 15 febbraio 2022, il presidente Abdelmadjid Tebboune l'ha nominata senatrice, offerta che lei ha rifiutato, poiché l'ex mujaheddin intenzionata a rimanere una semplice "cittadina".
Nel settembre 2022 una strada di Stains è stata simbolicamente ribattezzata “Rue Djamila Boupacha” nell'ambito di un progetto artistico sostenuto dal consiglio comunale della città. Questa iniziativa ha scandalizzato parte dell'estrema destra e, l'8 ottobre 2022, attivisti dell'Action française hanno coperto l'insegna di rue Djamila Boupacha con un foglio A4 con la scritta “rue Sainte-Geneviève”.

## Opere ispirate alla sua vita
Il pittore Pablo Picasso ha realizzato il ritratto di Djamila Boupacha che illustra la copertina del libro che Gisèle Halimi e Simone de Beauvoir pubblicarono nel 1962 sull'attivista dell'FLN.
Nello stesso anno il pittore Roberto Matta realizza Supplice de Djamila. Sempre nel 1962 il compositore Luigi Nono (1924-1990) omaggia la giovane dedicandole un brano vocale tratto dai suoi Canti di Vita e D'amore; della durata di una decina di minuti, è composto per soprano solo e intitolato Djamila Boupacha.
Il Museo dell'Esercito di Algeri contiene dipinti ad olio commemorativi ufficiali di Boupacha e di altre donne membri dell'FLN, dipinti da fotografie approssimativamente del periodo della guerra.
Nel 2000 Francesca Solleville esegue Djamila composta da Bernard Joyet nel disco Big brother little brother. Nel 2012, Bernard Joyet ha interpretato la canzone nel suo album Autodidacte.

### Filmografia

#### Telefilm
- 2011 Pour Djamila diretto da Caroline Huppert, con Marina Hands e Hafsia Herzi

#### Televisione
- 2012 Ce soir (ou jamais!), con Gisèle Halimi, Marina Hands, Hafsia Herzi e Sylvie Thénault su France 3 (20 marzo 2012)